# Рос, Джон де, 7-й барон де Рос
Джон де Рос (англ. John de Ros; приблизительно 1397 — 22 марта 1421, при Боже, Франция) — английский аристократ, 7-й барон де Рос (с 1414 года). Участник Столетней войны.

## Биография
Джон де Рос был старшим сыном Уильяма де Роса, 6-го барона де Роса, и Маргарет Фицалан. Он унаследовал родовые владения и баронский титул в 1414 году после смерти отца. 7-й барон де Рос принял активное участие в войне на континенте. 22 марта 1421 года он сражался при Боже и погиб в схватке. Брак де Роса с Марджори Диспенсер, дочерью Филиппа ле Диспенсера, 2-го барона Диспенсера, остался бездетным, так что земли и титул перешли к брату Джона — Томасу.
Баронесса позже вышла замуж во второй раз — за Роджера Уэнтворта. Её оштрафовали за этот «бесчестный» брак на тысячу фунтов.